# Cheiracanthium peregrinum
Cheiracanthium peregrinum är en spindelart som beskrevs av Tord Tamerlan Teodor Thorell 1899. Cheiracanthium peregrinum ingår i släktet Cheiracanthium och familjen sporrspindlar. Inga underarter finns listade i Catalogue of Life.